# Portret družine (Minerva, Amilcare in Asdrubale Anguissola)
Portret umetnikove družine je slika olje na platnu 1558–59 italijanske umetnice Sofonisbe Anguissole, hranijo jo v umetniški galeriji Nivaagaard na Danskem.
Ta slika prikazuje umetnikovo družino v pokrajini in prikazuje njenega očeta Amilcara, sestro Minervo in brata Asdrubala z njihovim hišnim psom. Slika velja za nedokončano in menda jo je pustila v nedokončani obliki, da se je odzvala vabilu španskega kralja Filipa II., kjer je za 20 let postala dvorna slikarka. To je edini znani portret njenega očeta, toda Sofonisba je Minervo naslikala nekaj let prej, ko je slikala svoje sestre, ki igrajo šah.
To sliko je pridobil muzej Johannes Hage na dražbi danskega slikarja Wilhelma Marstranda skupaj s sliko tega umetnika leta 1873. Šteje se za eno najpomembnejših umetničinih del iz zgodnjega obdobja.

## Zgodovina
To sliko je občudoval in opisal Giorgio Vasari, ki se je za posodobitev druge izdaje svojega Življenja odpravil na potovanje v severno Italijo in ostal tudi v Cremoni, na obisku pri družini Anguissola, kjer je bil takrat hranjen ta portret družine. Vasari je v Življenju zapisal: »Na drugi sliki vidimo portret gospoda Amilcareja, Sofonisbinega očeta, ki ima na eni strani svojo hčerko, njeno sestro, imenovano Minerva, ki je bila redko naslikana in pismih in drugega sina Hasdrubala in njunega brata; in tudi ti so tako dobro narejeni, da se zdi, da bodo stekli in so zelo živi.«
Portret družine Anguissola, ki se je leta 1650 omenila v zbirki Borghese, je bil leta 1819 dana v prodajo v Parizu in verjetno jo je ob tej priložnosti kupil danski slikar Wilhem Marstrand, ki ga je prodal muzeju Nivå kot delo avtorja neznanega slikarja. Leta 1904 je Theodor von Frimmel avtorja opredelil kot Sofonisbo Anguissola. Priznanje je leta 1907 pridobil Thieme-Becker.
Razstavljena je bila leta 1911 na italijanski razstavi portretov v Firencah. Leta 1985 se je vrnil v Cremono, na razstavo I Campi e la cultura artistica cremonese del Cinquecento.

## Opis
Ljudje so videti naravno, vpleteni v medsebojne odnose zaščite in nežnosti. Portret družine Anguissola je bil v resnici opisan takole: »Ljubezniv portret treh članov iste družine zajema podobnosti in razlike v osebnosti ter jih uokvirja v ambiciozno sestavo.«
V kompoziciji so tako dvorne kot dinastične oblike, značilne za portrete vladarskih družin in tiste bolj intimne za portrete zgornjih meščanskih in plemiških družin. Ne spreglejte malega psa, simbola zvestobe in prijateljstva.
V gospodinjstvu Anguissola so imele hčere tudi priložnost študirati, izpopolniti svoje talente in nato sodelovati v kulturnem življenju mesta. Minerva je bila učena ženska, odlična v poeziji, filozofiji in retoriki. Deklceta Anguissola so pripadale višjemu sloju in družina je skrbela za oblikovanje ženske. Slike Sofonisbe Anguissole in slike njenih sester niso bile plačane, ampak podarjene.
Minerva, elegantna v damastni obleki, z eno roko dvigne obleko, z drugo pa drži šopek. V Šahovski igri, ki jo je naslikala leta 1555, jo je upodobila njena sestra Sofonisba. Hasdrubal s kratkim mečem in tankimi usnjenimi rokavicami ima samozavesten odnos potomcev plemenite in uveljavljene družine. Oče namesto tega usmerja oči zunaj slike proti gledalcu. Nežen pogled sestre z nasmehom v Leonardesknem ključu spremlja samozavesten odnos brata, ki se zaveda, da predstavlja dinastično kontinuiteto.
Prostor omejujejo tri drevesna debla, povezana z rdečo zavesto: so ozadje flamske pokrajine, zasenčene v svetlo modri barvi. Deblo je razdrobljeno in nakazuje na minljivost življenja. V spodnjem delu slike so nedokončani prostori, verjetno zaradi odhoda Sofonisbe Anguissole v Španijo leta 1559.
»Trojni portret Sofonisbe danes v Nivåju, ki ga je mogoče datirati okoli leta 1558, s tem delom poveže skoraj nemoteno v uvodu o pokrajini izkopavanja emiliana, [...] in v opombi modrine Minervine obleke, ki prevladuje in se širi z enako umirjeno intenzivnostjo plašča Madone v središču oltarne slike sv. Petra.«
Na obraz Minerve še vedno vplivajo Leonardova nagovarjanja. Tančice na obrazih so nežne. V portretu družine Anguissola je Sofonisba opisala intenzivno in harmonično družinsko življenje: med platnom in gledalcem se ustvari močan dialog.